# 이시카와 히로토
이시카와 히로토(일본어: 石川 啓人, 1998년 7월 16일 ~ )는 일본의 축구 선수이다.

## 구단 경력
그는 2016년부터 2024년까지 J리그의 사간 도스, 로아소 구마모토, 레노파 야마구치 FC에서 활동하였다.